# ایگون

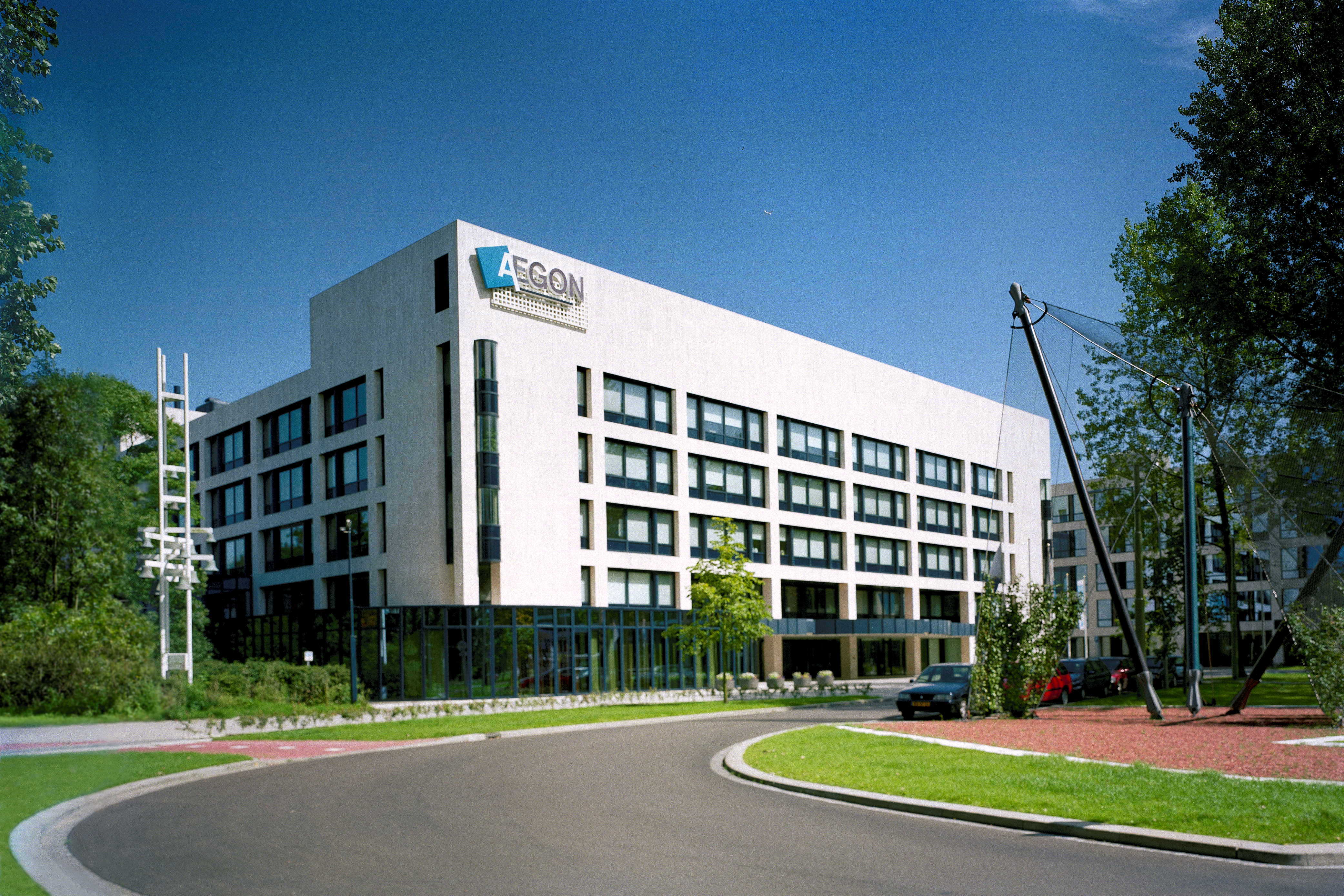
ساختمان مرکزی شرکت ایگون، در شهر لاهه

ایگون (به هلندی: Aegon) شرکت چندملیتی بیمه عمر، مزایای بازنشستگی و مدیریت دارایی هلندی است، که ساختمان مرکزی آن در شهر لاهه، هلند قرار دارد. در پایان سال ۲۰۱۱ تعداد کارکنان شرکت ایگون در حدود ۲۵ هزار نفر بود، که در سراسر جهان به بیش از ۴۷ میلیون مشتری، انواع خدمات بیمه را ارائه می‌نمایند.
بخشی از سهام شرکت ایگون در بازارهای بورس نیویورک و بورس یورونکست آمستردام معامله می‌شود و جزئی از شاخص آای‌اکس هلند محسوب می‌شود. شرکت ایگون از سال ۲۰۰۸ به‌عنوان سرمایه‌گذار اصلی (اسپانسر) باشگاه فوتبال آژاکس آمستردام فعالیت می‌کند.